# طالب مرتبة الشرف
طالب الشرف أو طالب مرتبة الشرف هو طالب معترف به لتحقيقه درجات عالية أو علامات عالية في عمله الدراسي في المدرسة.

## الولايات المتحدة
فيالولايات المتحدة طلاب الشرف قد تشير إلى:
1. الطلاب المعترف بهم لإنجازاتهم الأكاديمية على القوائم المنشورة بشكل دوري على مدار العام الدراسي، والمعروفة باسم قائمة الشرف، وتتفاوت من مدرسة إلى أخرى، وفي مستويات مختلفة من التعليم.
2. الطلاب المسجلين في برامج شرفية محددة أو برامج شرفية أخرى.
3. الطلاب الذين هم أعضاء في الجمعية الشرفية الوطنية أو غيرها من الجمعيات الشرفية.

غالبا ما يتم الاعتراف بالطلاب الشرفيين لإنجازاتهم. ويمكن تكريم الطالب الذي قدم العديد من المظاهر على قائمة الشرف بشكل من أشكال الرسالة الأكاديمية، أو أي شكل آخر من أشكال الإخطار. وهناك مفهوم مماثل لتكريم القوائم الموجودة في الكليات والجامعات فيالولايات المتحدة، والمعروفة باسم قائمة العميد.

## في أماكن أخرى من العالم
في العديد من البلدان الأخرى معاني العبارة الأكاديمية الشرف أو مرتبة الشرف تأتي في أشكال مختلفة. «الشرف» عموما لا يعد درجة بحد ذاته، ولكن يستخدم للإشارة (لمستوى) التمييز الذي حصل به على شهادة علمية. درجات الشرف هي عادة برامج مدتها أربع سنوات (في بعض الأحيان أيضا برامج لمدة ثلاث سنوات، على سبيل المثال، في انكلترا). «الشرف» عادة ما يعني أن الطلاب قد حققوا درجة مع ارتفاع المعدل العام وعادة ما يجتاز مشروع نهائي صغير، أو ورقة أو مقال (المعروف أيضا في المملكة المتحدة بالأطروحة). لا ينبغي الخلط بين التميز في مرتبة الشرف الجامعية مع مرتبة الشرف «للدراسات العليا»، والتي هي (جزء من) الدرجة الأكاديمية نفسها، على سبيل المثال. بكالوريوس السنة الواحدة مع مرتبة الشرف في أستراليا، وبكالوريا السنة الواحدة لشهادة أونوريه في كندا أو ماجستير متكامل لمدة أربع سنوات مع مرتبة الشرف في اسكتلندا. برامج درجة الشرف «للدراسات العليا» تنطوي عموما على الانتهاء من دورات مستوى الماجستير وتقديم أطروحة طويلة بحثية عالية. الطالب الذي يحمل درجة الشرف بحكم القانون مؤهل للدخول مباشرة إما للدكتوراه (PhD) أو لبرنامج مرتفع لمدة سنتين إلى ثلاث سنوات للحصول على درجة الماجستير.

## النقد
شكك بعض الباحثين في صحة قائمة الشرف باعتبارها شكلا فعالا من التعزيز الإيجابي. ويقال إن السعي وراء المكافأة الخارجية ليس انعكاسا دقيقا للاهتمام الجوهري بالمواد الدراسية. وهناك أيضا تساؤلات حول فعالية فصل الطلاب ذوي الأداء العالي عن أقرانهم، في شكل مدارس مغناطيسية أو دورات مرتبة الشرف.

## دورات مرتبة الشرف
دورة مرتبة الشرف هي فئة يتم فيها وضع الطلاب الأكثر تقدما. معظم الطلاب الملتحقين بدورات مرتبة الشرف يكونوا متحفزين للغاية ومكرسين لتجربتهم التعليمية. وتغطي فصول الشرف أيضا مواد متقدمة، وتسمح بدراسة أكثر عمقا من دورة دراسية عادية، وقد تتطلب بحثا مستقلا.
الدافع هو الجودة الرئيسية التي تميز طالب مرتبة الشرف. وبالإضافة إلى كونهم ملتزمين بالأكاديميين، فإنهم يتشجعون ويشارك كثيرون في العمل التطوعي والمنظمات والنوادي والتعليم التعاوني والبحث والدراسة في الخارج والأنشطة الثقافية.
برامج الشرف لديها متطلبات القبول المحددة ومعايير الانتهاء من أجل التخرج مع مرتبة الشرف.